# Perisphaeria pilosa
Perisphaeria pilosa är en kackerlacksart som beskrevs av Karlis Princis 1963. Perisphaeria pilosa ingår i släktet Perisphaeria och familjen jättekackerlackor. Inga underarter finns listade i Catalogue of Life.